# اختبار حساسية الجلد
اختبار حساسية الجلد (بالإنجليزية: Skin allergy test)‏ أو اختبار وخزة الجلد (بالإنجليزية: Skin prick test)‏ هي طريقة تشخيص طِبية للحساسيات، حيثُ تعتمد على محاولةِ استثارةِ استجابة حساسية صغيرة ومتُحكم بها.